# Beekloper
De beekloper (Velia caprai) is een insect uit de familie beeklopers (Veliidae). De soort werd voor het eerst wetenschappelijk beschreven door Livio Tamanini in 1947.

## Uiterlijke kenmerken
De beekloper wordt ongeveer 6 tot 9 millimeter lang en is langwerpig van vorm en heeft een zwarte kleur, aan iedere zijde van het achterlijf zit een rij rode tot oranje vlekken. Aan de binnenzijde van de rode vlekken zit een rij kleinere witgele vlekjes, de onderzijde van de wants is roodoranje. Op het halsschild zitten twee oog-achtige witte vlekken. De bovenzijde van het lijf is plat en de zijkanten staan iets omhoog. Het lichaam is niet zo langgerekt en dun als de vijverloper (Hydrometra stagnorum), die meer op een wandelende tak lijkt, maar meer gedrongen en breder. De poten zijn kort maar breed en met de voorpoten worden prooien gegrepen die door de zuigsnuit worden doorboord en leeggezogen.

## Algemeen
De beekloper is een echte jager die vanaf de kant het wateroppervlak afspeurt op zoek naar in het water gevallen prooien die het hoofdvoedsel uitmaken. Ook onder water hangende dieren als muggenlarven worden wel gegrepen. De beekloper schroomt niet prooien aan te vallen die groter zijn dan hijzelf. Bij bedreiging kan de wants onder water duiken. De beekloper kan zelfs op het land worden aangetroffen, en is soms het hele jaar actief vanwege de hoge tolerantie voor lagere temperaturen. In tegenstelling tot de veel delicatere schaatsenrijder (Gerris lacustris) leeft de beekloper liefst op stromende wateren met weinig oeverbegroeiing, en wordt vaak in hoger gelegen, bosachtige gebieden aangetroffen. In Nederland komt de soort o.a. voor in Twente en op Texel.